# Lađevci (Chorwacja)
Lađevci – wieś w Chorwacji, w żupanii szybenicko-knińskiej, w mieście Skradin. W 2011 roku liczyła 112 mieszkańców.